# Migjeni

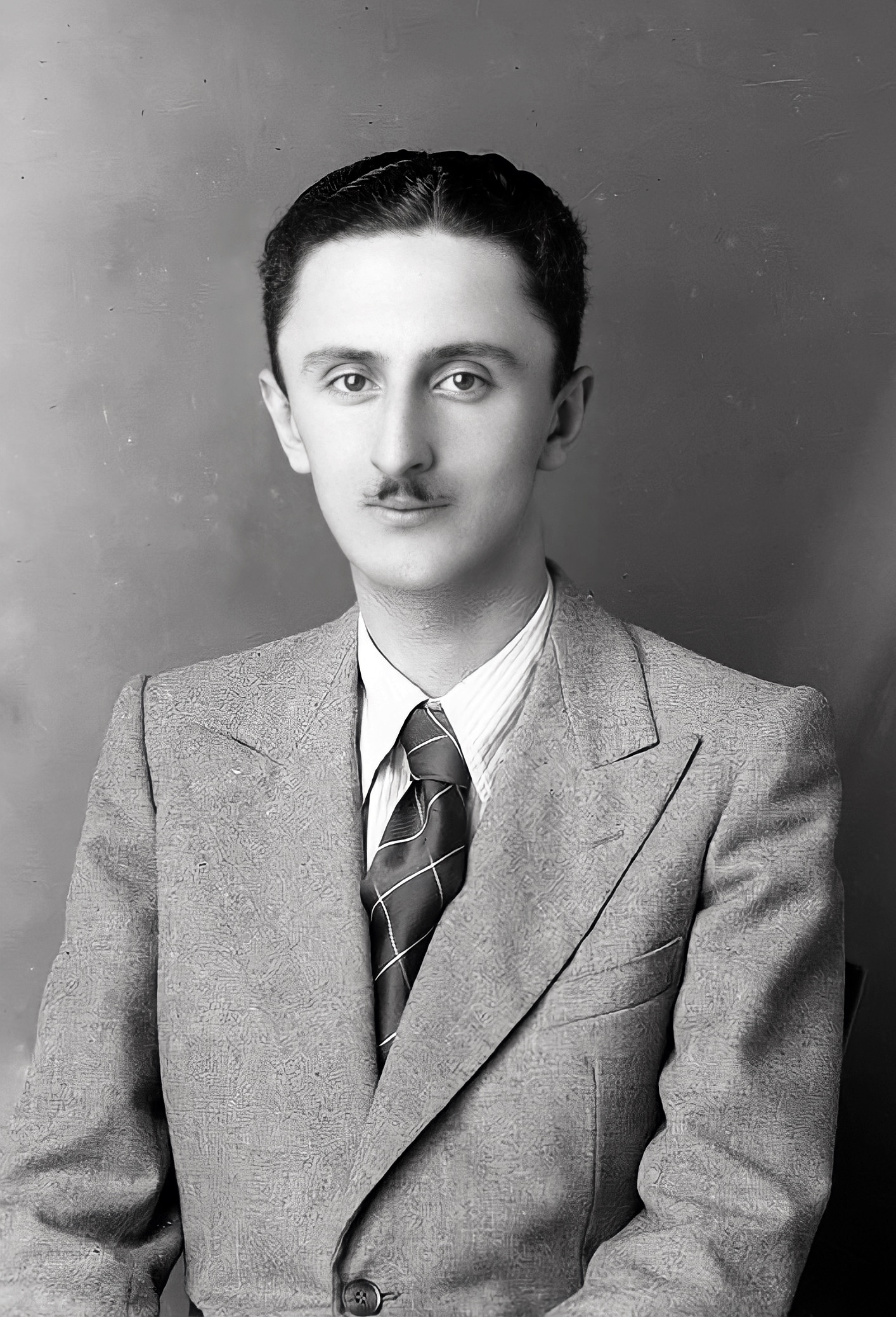
Migjeni, vor 1935

Migjeni (bürgerlicher Name: Millosh Gjergj Nikolla; * 13. Oktober 1911 in Shkodra; † 26. August 1938 in Torre Pellice) war ein albanischer Dichter. Unter dem Akronym seines Namens, Migjeni, schrieb er fast ausschließlich Werke in albanischer Sprache.
Millosh Gjergj Nikolla familiärer Hintergrund ist umstritten. Gewisse ausländische Autoren behaupten, dass seine Familie der serbischen Minderheit entstamme und er die serbischsprachige Grundschule seiner Heimatstadt Shkodra besucht habe. Albanische Biographen heben jedoch hervor, dass seine Familie albanisch war, seine Muttersprache Albanisch war und er während des Heranwachsens Serbisch lernte – wohl auch, weil die Orthodoxen in Shkodra verbunden waren mit der slawischen Welt.
Unbestritten ist sein weiterer Werdegang: Er besuchte das orthodoxe Seminar von Sveti Jovan im damals jugoslawischen Monastir (heute Nordmazedonien). Dort lernte er unter anderem Russisch, Französisch, Griechisch und Latein und las Literatur in diesen Sprachen. Als er nach Albanien zurückgekehrt war, gab er seinen Berufswunsch, Priester zu werden, auf und wurde stattdessen Lehrer. Er arbeitete in Vraka nahe Shkodra und später in Puka. Während dieser Zeit begann er, Gedichte und Prosatexte in albanischer Sprache zu verfassen.
Migjeni infizierte sich mit Tuberkulose, suchte erfolglos Heilung in Norditalien und starb an dieser Krankheit im Hospital der Waldenser zu Torre Pellice im Alter von 26 Jahren.
Zu seinen Lebzeiten wurde ein Gedichtband unter dem Titel Vargjet e Lira (dt. Freie Verse) in Tirana gedruckt, allerdings wenig später von der autoritären Zogu-Regierung verboten. Obwohl Migjenis Gesamtwerk wegen seines frühen Todes nicht sehr umfangreich ist, wird er in Albanien bis heute als bedeutender Dichter geschätzt.
Nach ihm ist das Migjeni-Theater in seiner Geburtsstadt Shkodra benannt.